# Ogino Kota
Kota Ogino (荻野 広大 Ogino Kōta, sinh ngày 2 tháng 5 năm 1997) là một cầu thủ bóng đá người Nhật Bản. Anh thi đấu cho Kyoto Sanga FC.

## Sự nghiệp
Kota Ogino gia nhập câu lạc bộ tại J2 League Kyoto Sanga FC năm 2016. Vào tháng 7 năm anh chuyển đến Kamatamare Sanuki.